# Акустик (комплект баллистической защиты)
«Акустик» - комплект дополнительной баллистическо-акустической защиты для колёсной бронетехники, разработанный киевской компанией БЦКТ «Микротек».

## История

БТР-80УП с установленным комплектом «Акустик»

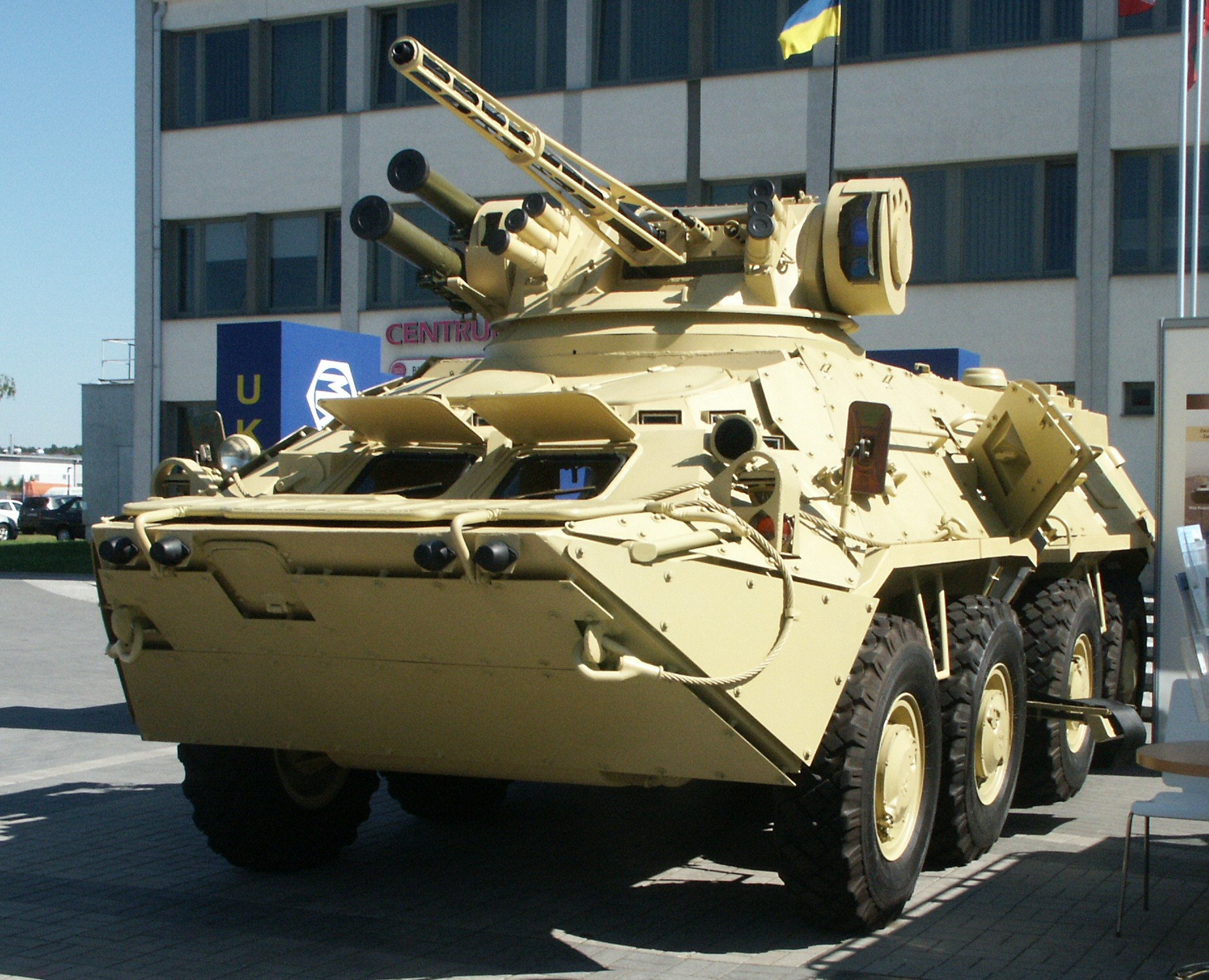
БТР-3Е с боевым модулем «Штурм» и установленным комплектом «Акустик»

В начале 2005 года польская компания «Bumar S.A.» заключила контракт на поставку модернизированных бронетранспортёров БТР-80 для вооружённых сил Ирака. После согласования объемов финансирования и выделения денежных средств «Bumar S.A.» заключила контракт с украинской компанией «Спецтехноэкспорт» на осуществление модернизации 98 бронетранспортёров БТР-80.
Работы по ремонту и модернизации бронетранспортёров начались в начале 2006 года, их осуществлял Николаевский ремонтно-механический завод министерства обороны Украины.
В ходе модернизации предназначенных для Ирака БТР-80 до уровня БТР-80УП по бортам и впереди корпуса бронетранспортёров устанавливали комплект дополнительной баллистической броневой защиты «Акустик».
Производство комплектов «Акустик» было освоено в 2007 году. 
В дальнейшем, изделие предлагалось на экспорт для других иностранных заказчиков. Так, в феврале 2013 года на оружейной выставке «IDEX-2013» был представлен демонстрационный образец бронетранспортёра БТР-3Е с орудийной башней CSE 90LP производства бельгийской компании «CMI Defence» и установленным комплектом бронирования «Акустик». В январе 2014 года один комплект бронирования «Акустик» был продан в Польшу.
После начала боевых действий на востоке Украины весной 2014 года потребность в средствах повышения защиты бронетехники вооружённых сил и иных государственных силовых структур Украины увеличилась, и комплект «Акустик» был предложен для бронетранспортёров БТР-80 и БТР-3Е вооружённых сил Украины.
По состоянию на начало 2020 года «Микротек» были разработаны и предлагались на экспорт варианты комплекта «Акустик» для установки на бронетранспортёры БТР-70, БТР-80 и БТР-3.
10 апреля 2020 года был запатентован новый способ крепления пластин дополнительной баллистической защиты (с применением прижимного винта, прижимной шайбы, дополнительной стальной конической шайбы и демпферной прокладки).

## Описание
Комплект разрабатывался с целью повышения защиты лёгкой бронетехники, спроектированной и выпущенной во время "холодной войны" (когда наиболее распространённые типы винтовочно-пулемётных боеприпасов имели пули с цельнометаллической оболочкой и свинцовым сердечником). В следующие десятилетия, в ходе локальных конфликтов 1990х - 2000х годов широкое распространение получило использование бронебойных и бронебойно-зажигательных пуль, а также минно-взрывных устройств из осколочно-фугасных артиллерийских снарядов крупного калибра (при срабатывании образующих крупные и тяжёлые осколки). В изменившихся условиях боевых действий уровень защиты распространённых образцов бронеавтомобилей и бронетранспортёров оказался не вполне достаточным.
Комплект дополнительной баллистическо-акустической защиты «Акустик» представляет собой набор композитных бронепластин, которые устанавливаются на болтах поверх корпуса бронемашины. Каждая композитная пластина включает в себя: наружный стальной лист, промежуточную "сэндвич-панель" (два листа из алюминиевого сплава, между которыми находится слой пенопласта) и слой кевларовой ткани (непосредственно прилегающий к корпусу бронетехники). Масса композитных пластин составляет от 32 до 50 кг за квадратный метр.
Установка и демонтаж пластин могут проходить в полевых условиях. По данным разработчиков, с дистанции 150-200 метров пластины обеспечивают защиту техники от обстрела 7,62-мм бронебойно-зажигательными пулями Б-32 образца 1932 года, на дистанции 300-350 метров способны обеспечить защиту от попадания 12,7-мм пуль, а при близких взрывах обеспечивают защиту от осколков и до 2-3 раз снижают воздействие ударной волны на экипаж бронемашины.
Установленное бронирование увеличивает массу бронемашины (в результате, уменьшается её грузоподъёмность и возрастает расход топлива).